# エーア湖国立公園
カティ・サンダ湖エーア国立公園（カティ・サンダこエーアこくりつこうえん、英:  Kati Thanda-Lake Eyre National Park）、通称エーア湖国立公園は、オーストラリアの南オーストラリア州アデレードの北方697kmにある国立公園。

## 概要
エーア湖の北部・南部とティラリ砂漠を含み、乾燥景観と国内最大の塩湖、本土最低点を保護している。エリオット・プライス保護公園の殆どを含み、湖北部にはフント半島とブルック島がある。オーストラリア初の乾燥保護地区である。近くのムローリナ駅のエリオット・プライスから名付けられた。公園への交通手段は提供されていない。